# Louis Tarchier
Louis Tarchier, né le 18 avril 1830 à Tournus et mort le 10 février 1905  à Lyon, est un architecte français.

## Biographie
Louis Tarchier étudie à l'école des beaux-arts de Lyon.

## Réalisations
Il réalise les travaux d'architecture suivants :
- château de la Citadelle à Limas, de 1860 à 1877 ;
- château de la Rippe à Gleizé en 1866 ;
- château de Malval à Denicé, de 1866 à 1868 ;
- château de Paragard à Blacé, de 1867 à 1869 ;
- château de Villeneuve à Saint-Ferréol-d'Auroure, de 1869 à 1898 ;
- château de Chazourne à Aurec-sur-Loire, de 1871 à 1873 ;
- château de Saint-Étienne-de-Crossey, de 1885 à 1887 ;
- restauration du château de Saint-Romain-Lachalm, de 1878 à 1879 ;
- restauration du château d'Ecreux à Fleury-la-Montagne ;
- restauration du Château de Terrebasse ;
- sacristie de l'église Saint-Julien-sous-Montmelas ;
- hôtel de la Caisse d'épargne de Villefranche-sur-Saône ;
- chapelle funéraire au cimetière de Sainte-Sigolène ;
- chapelle funéraire au cimetière de Villefranche-sur-Saône en 1865 ;
- chapelle funéraire au cimetière de Saint-Romain-Lachalm ;
- chapelle au château du Villard à Sainte-Sigolène ;
- église de Ville-sous-Anjou.

## Distinction
Il est membre de la société académique d'architecture de Lyon en 1859.